# 2016年6月中國大陸

## 6月1日
- 北京检方：已对雷洋案涉事民警邢某某等五人立案侦查。[1]
- 中国外交部部长王毅到访加拿大，斥责提问人权记者。记者会在加拿大全球事务部举行，当时加拿大外交部长斯特凡·迪翁亦在场。王毅通过翻译说：“你的问题充斥对中国的偏见及反中国……我不知道为何你会这样发问。这是完全不能接受的。”“没有人比中国人更了解中国的人权状况。”几个不同的传媒机构的记者取得共识，再由IPolitics记者发问问题。王毅问该名记者，她到底有否曾前往中国。王毅质问女记者：“你知道中国令六亿多人脱贫吗？你知道中国是全世界第二大经济体吗？……你知道中国宪法写明会保障及推广人权吗？”迪翁说，他曾向王毅讨论高凯文一案，亦有争取机会去跟他讨论人权及领事相关的个案。高凯文与妻子在丹东开设一间极受欢迎的咖啡店，同时亦参与协助朝鲜人的基督教工作。夫妇两人在2014年8月被中国国安部拘捕。高凯文被控告窃密罪，其妻子其后被保释。王毅于5月31日至6月4日出访加拿大，期间亦曾与加拿大总理贾斯汀·杜鲁多会面。[2][3][4]这位记者事后表示，没料到王毅会主动回应，中国变得比以前更加强硬。[5]
- 重慶12岁女孩马泮艳当童养媳被強姦生子，16年后法院竟調解离婚。马泮艳保留自己将对离婚之外的另外一个问题（强奸未被立案、贩卖人口等）行政诉讼的权力。父亲施暴，被患有精神分裂的母亲打死。母亲离家出走，马泮艳三姐妹被托付给大伯父。12岁左右，三姐妹被大伯父以童养媳的方式嫁人。2000年，12岁的马泮艳嫁给了比她大17岁的陈学生，被迫发生性关系后生下女儿。在为陈家又生下一个儿子后，马泮艳逃到广东。今年5月4日，马泮艳向巫山县人民法院起诉，要与丈夫陈学生离婚。[6]
- 深圳一派出所英文告示走红：「you are in china now」。[7]
- 据中国之声《新闻晚高峰》报道，安徽安庆太湖县的章先生，已来北京打工多年。近日，他需要取出15年前在北京一家银行的存款，却被银行告知身份证号有改动。派出所拒开证明。[8]
- 中共中央总书记、国家主席习近平1日在北京会见了朝鲜劳动党中央政治局委员、中央副委员长、国际部部长李洙墉率领的朝鲜劳动党代表团。李洙墉转达了金正恩委员长致习近平]总书记的口信，并通报了朝鲜劳动党第七次代表大会的情况。[9]这是自2012年11月十八大召开以来，习近平首次与金正恩派来的使官见面[10]。

## 6月2日
- 北京第二实验小学白云路分校多名学生流鼻血，家长怀疑操场惹祸。北京第二实验小学白云路分校5月底修缮跑道；西城区教委介入调查。”[11]6月3日下午1时许，数十名家长来到西城区教委门口，拉起“拆除毒操场救救孩子们”条幅，情绪激动。[12]

## 6月3日
- 广西律师吴良述为其代理的一起民事纠纷案到南宁市青秀区法院立案，出门时已呈“半裸”状，一条裤腿被撕开，衬衫也敞着怀。他称，因拒绝法警强行检查其随身物品遭殴打，衣服被撕烂。[13]
- 因拉票贿选，辽宁省人大常委会原副主任王阳被双开[14]。

## 6月6日
- 国家开发银行原监事长姚中民涉嫌严重违纪，目前正接受组织调查。公开简历显示，姚中民（1952.6）现年64岁，中南财经大学投资经济专业硕士研究生毕业,曾任中国建设银行河南省分行行长等职，1993年4月出任河南省副省长。2015年，姚中民曾被低调披露违反中央八项规定。[15]

## 6月7日
- 下午，国务院总理李克强在人民大会堂会见来华出席第八轮中美战略与经济对话、第七轮中美人文交流高层磋商的美国国务卿克里和财政部长雅各布·卢[16]。

## 6月8日
- 国务院总理李克强主持召开国务院常务会议，部署实施健康扶贫工程；确定发展和规范健康医疗大数据应用的措施；决定建设福厦泉与合芜蚌两个国家自主创新示范区[17]。
- 据新华社报道，最高人民法院于6月6日决定依法提审原审被告人聂树斌故意杀人、强奸妇女一案，按照审判监督程序重新审判，并于8日在山东省高级人民法院向聂树斌的母亲送达了再审决定书。专家：或为判无罪，“尚无先例”。[18]此举意味着最高法愿意承担起该案的最后责任。此外洪道德认为，最高法可能希望通过这一个错案的提审为未来重审平反此类案件提供一个样板。[19]龙宗智指出，当前中国司法的审判独立不足，不中立问题突出，司法公正状况低于社会期望，人权保障不力，所以更应该发挥再审的纠错机制，不能因为法律的安定性而损害公正性[20]。

## 6月12日
- 李克强总理陪同来华访问的德国总理默克尔在颐和园散步，随后在一处朱门灰瓦的园林建筑内小范围会见并共进晚餐[21]。
- 中共广东省委副秘书长刘小华自杀身亡。[22][23][24]

## 6月13日
- 中午，中华人民共和国国务院总理在与德国总理默克尔共同会见记者时，就12日美国佛罗里达州奥兰多市发生枪击案造成重大人员伤亡表示哀悼和慰问[25]。

## 6月14日
- 中华人民共和国外交部部长王毅在云南主持中国—东盟国家外长特别会议[26]。
- 外交部证实：中国正式申请加入国际移民组织。[27]

## 6月15日
- 国务院总理李克强主持召开国务院常务会议，决定在前期已经宣布失效489件国务院文件的基础上，再宣布失效并停止执行506件与现行法律法规不一致、不利于办事创业、不适应经济社会发展需要的国务院文件[28][29][30][31][32][33][34][35]。

## 6月19日
- 原中共广东省顾问委员会主任寇庆延遗体在广州火化，江泽民出席。[36]。三任总书记习近平、江泽民、胡锦涛均表示哀悼[37]

## 6月20日
- 中共中央政治局常委、国务院总理李克强先后到中国建设银行、中国人民银行考察并主持召开座谈会[38][39]。
- 英国《金融时报》：中国在超级计算机技术上已超过美国，凸显了中国进一步加强其计算机和芯片制造能力的雄心。在周一公布的全球超级计算机500强榜单中，中国生产的一台名为“神威太湖之光”的超级计算机取代“天河二号”夺得冠军。这是中国首台完全使用国产芯片且运行速度排名世界第一的计算机。中国超级计算机上榜总数量达到167台，有史以来首次超过美国的165台。[40]

## 6月21日
- 中国乌坎村民选黨支部總書記林祖恋被带走调查。[41]广东汕尾市政府21日举行新闻发布会通报，东海镇乌坎村原党总支部书记、村委会主任林祖恋供认了自己收受贿赂的事实。[42]广东乌坎大批村民抗议要求释放村委主任。[43][44]

## 6月23日
- 江苏省盐城市阜宁县发生龙卷风，对当地造成严重影响，至少有98人在此次灾难中丧生。[45]一篇叫做《网传“盐城今晚有特大暴雨”气象部门：谣言》的报道，从昨晚起在朋友圈热转，引起网友争议。法晚记者登录盐城市气象局官方网站发现，6月20日，其发布了一条消息“网传盐城未来有特大暴雨 市气象台紧急辟谣”。这篇报道刊登于6月22号的盐城晚报。[46][47]

## 6月28日
- 湖南糖尿病人牛华军在新宁县看守所的死亡轨迹：58小时里至少13次求救均被忽视。[48]
- 安徽派出所接警后将车祸伤者扔到河南，民警免予刑事处罚。2014年1月2日，临泉县67岁的老人朱天民遭遇车祸后，被民警送到该县迎仙镇医院治疗。然而约一小时后，老人居然现身离该医院约8公里的一个路边沙堆，那里已经是河南新蔡县境内，当地警方将老人再次送往医院救治，两天后，老人却不幸离世。[49]

## 6月26日
- 在出席夏季达沃斯论坛期间，中共中央政治局常委、国务院总理李克强在天津考察调研飞鸽自行车、卓朗科技、天津光电集团[50]。

## 6月27日
- 上午，国务院总理李克强在天津梅江会展中心出席2016年夏季达沃斯论坛开幕式并发表特别致辞[51][52][53]。

## 6月29日
- 中华人民共和国国务院总理李克强主持召开国务院常务会议，部署促进川陕革命老区振兴发展，推动老区加快致富全面奔小康；原则通过《中长期铁路网规划》，以交通大动脉建设支撑经济社会升级发展[54]。

## 6月30日
- 省級大員又迎調整高峰，兩年內10余省份換書記。鹿心社任江西書記，強衛因年齡原因卸任；王國生調任青海書記，駱惠寧另有任用。12個省份的新任省（市、區）委書記中，吉林、雲南、遼寧、安徽、貴州、河南、陝西、江西、青海均係“省長調任書記”，其中，青海的新任書記是由外地省長跨省調任，其餘8省都是本地省長轉任書記。[55]
- 联合国秘书长潘基文发表声明，欢迎中国加入国际移民组织。总部设在日内瓦的国际移民组织举行特别理事会，通过决议批准中国、所罗门群岛和图瓦卢的加入申请，从而使该国际组织的成员国总数增加到165个。[56]
- 中国长江中下游沿江地区及江淮、西南地区东部等地因持续强降雨而引发持续数日的严重水灾，其中安徽和湖北两省受灾最为严重。[57]